# Ciupercenii Noi
Ciupercenii Noi é uma comuna romena localizada no distrito de Dolj, na região de Oltênia. A comuna possui uma área de 64.00 km² e sua população era de 5799 habitantes segundo o censo de 2007.